# Lex Icilia de Aventino monte
La Lex Icilia de Aventino monte fue una ley romana aprobada a propuesta del tribuno de la plebe Lucio Icilio en el 456 a. C., siendo cónsules Marco Valerio Máximo Lactuca y Espurio Verginio Tricosto Celiomontano, que daba derecho al pueblo a edificar en el monte Aventino, dividiendo gratuitamente entre la gente del lugar la parte no edificada ya con justo título y mandando a destruir lo ya construido ilegalmente o a la fuerza. También se estableció que esta ley no podía ser derogada por la Ley de las XII Tablas.